# خوان كارلوس واسموسي
خوان كارلوس واسموسي (بالإسبانية: Juan Carlos María Wasmosy Monti)‏ (و. 1938 – م) هو سياسي، ومهندس مدني، ورائد أعمال من باراغواي ولد في أسونسيون.
تولى منصب رئيس الباراغواي .وهو عضو في حزب كولورادو .

## روابط خارجية
- خوان كارلوس واسموسي على موقع الموسوعة البريطانية (الإنجليزية)
- خوان كارلوس واسموسي على موقع مونزينجر (الألمانية)